# Peter Lalor

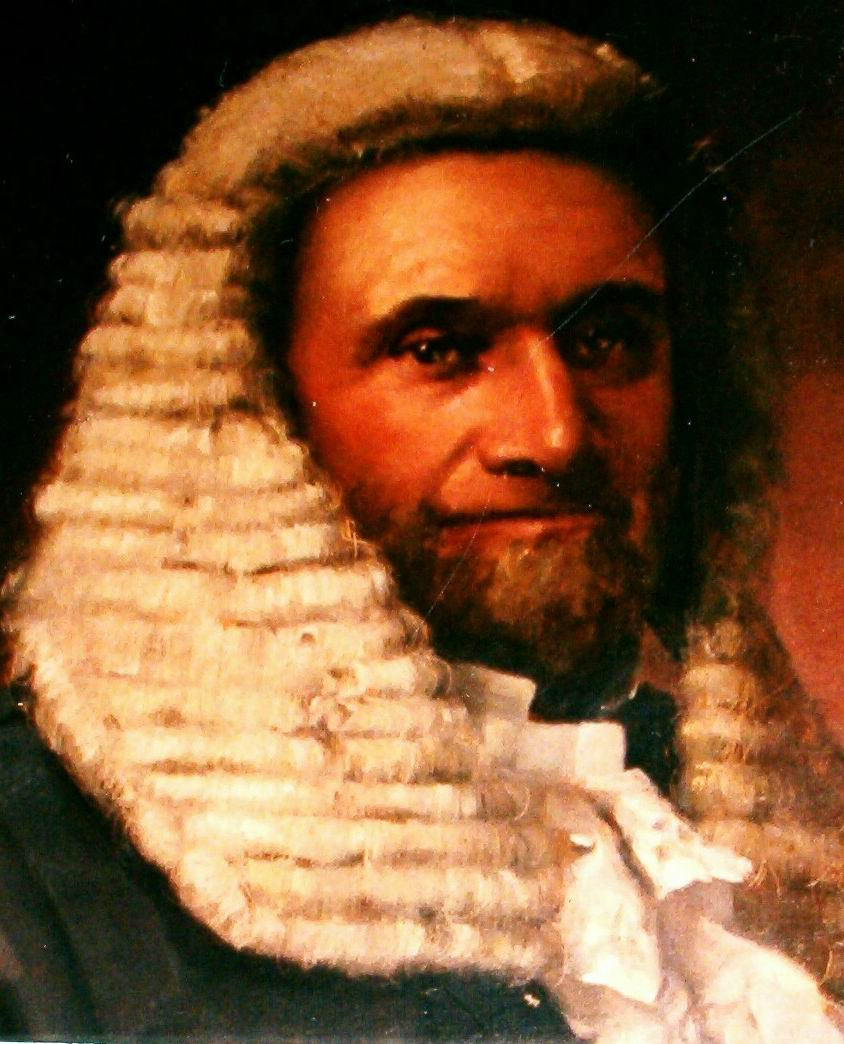
Peter Lalor

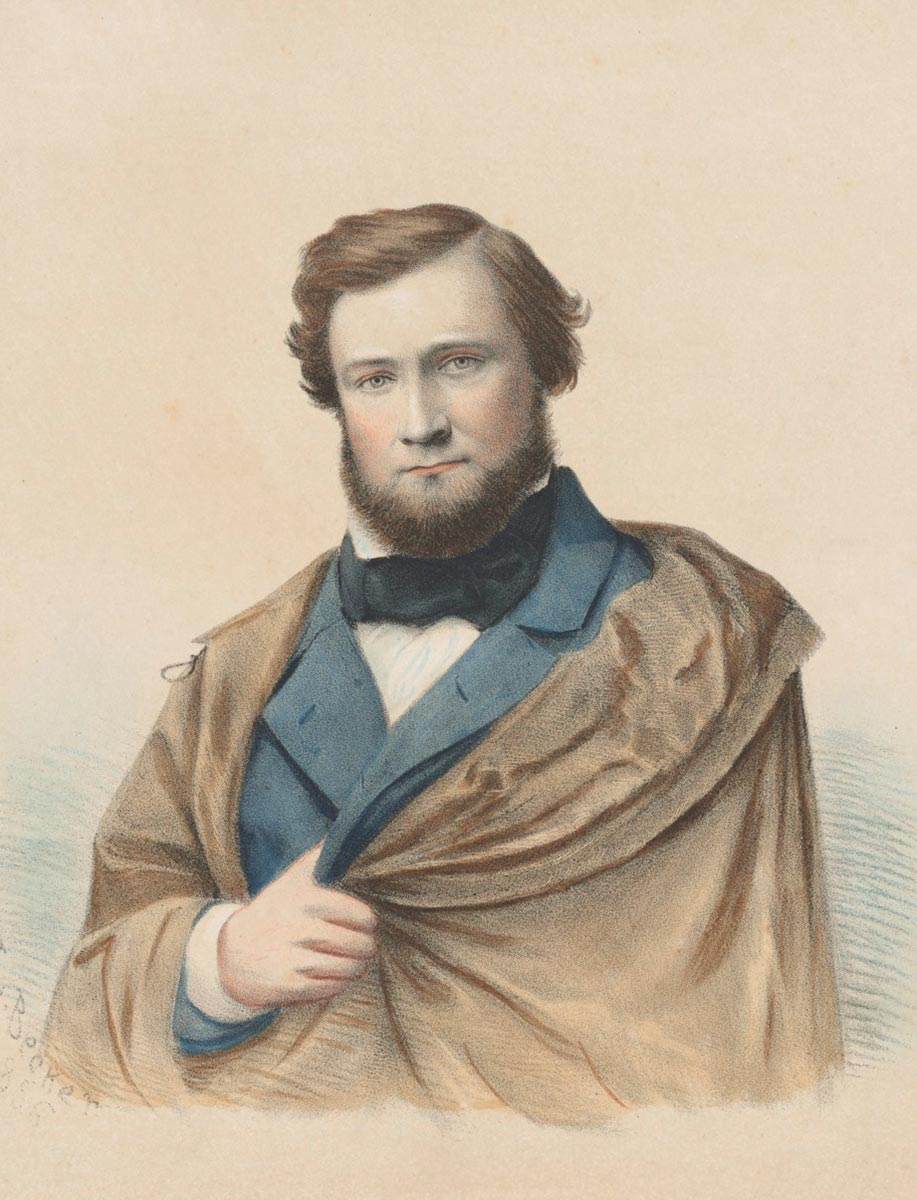
Peter Lalor von Ludwig Becker, 1856.

Peter Lalor (* 5. Februar 1827 in Tinakill House (nahe Raheen), Irland; † 9. Februar 1889 in Melbourne, Australien) war ein irisch-australischer Ingenieur und Politiker sowie einer der Hauptanführer der Eureka-Stockade-Rebellion.

## Leben
Peter Lalor wurde 1827 in Raheen, Queen’s County, Irland, als Sohn von Patrick Lalor und seiner Frau Ann Dillon geboren. Die Familie Lalor stammte von den O'Lalours ab, einem der sieben Clans von Leix, die im 16. Jahrhundert gegen die englische Invasion Irlands kämpften. Die Lalors waren Anhänger der irischen Unabhängigkeitsbewegung und setzten sich für die Rechte der irischen Bauern ein. Peters Vater, Patrick Lalor, war ein prominenter Befürworter des Bruchs der Union mit Großbritannien und führte 1831 einen Bauernaufstand gegen die Zwangseintreibung des Kirchenzehnten an.
Peter Lalor studierte Ingenieurwissenschaften am Carlow College und in Dublin. Nach der irischen Hungersnot wanderten viele Iren aus, darunter auch drei von Peters Brüdern, die nach Amerika gingen, während Peter und sein Bruder Richard 1852 nach Victoria, Australien, zogen, um dort im Zuge des Goldrausches ihr Glück zu versuchen. Peter arbeitete zunächst als Ingenieur beim Bau der Melbourne-Geelong-Eisenbahn, bevor er 1854 nach Ballarat ging, um auf den dortigen Goldfeldern zu schürfen.

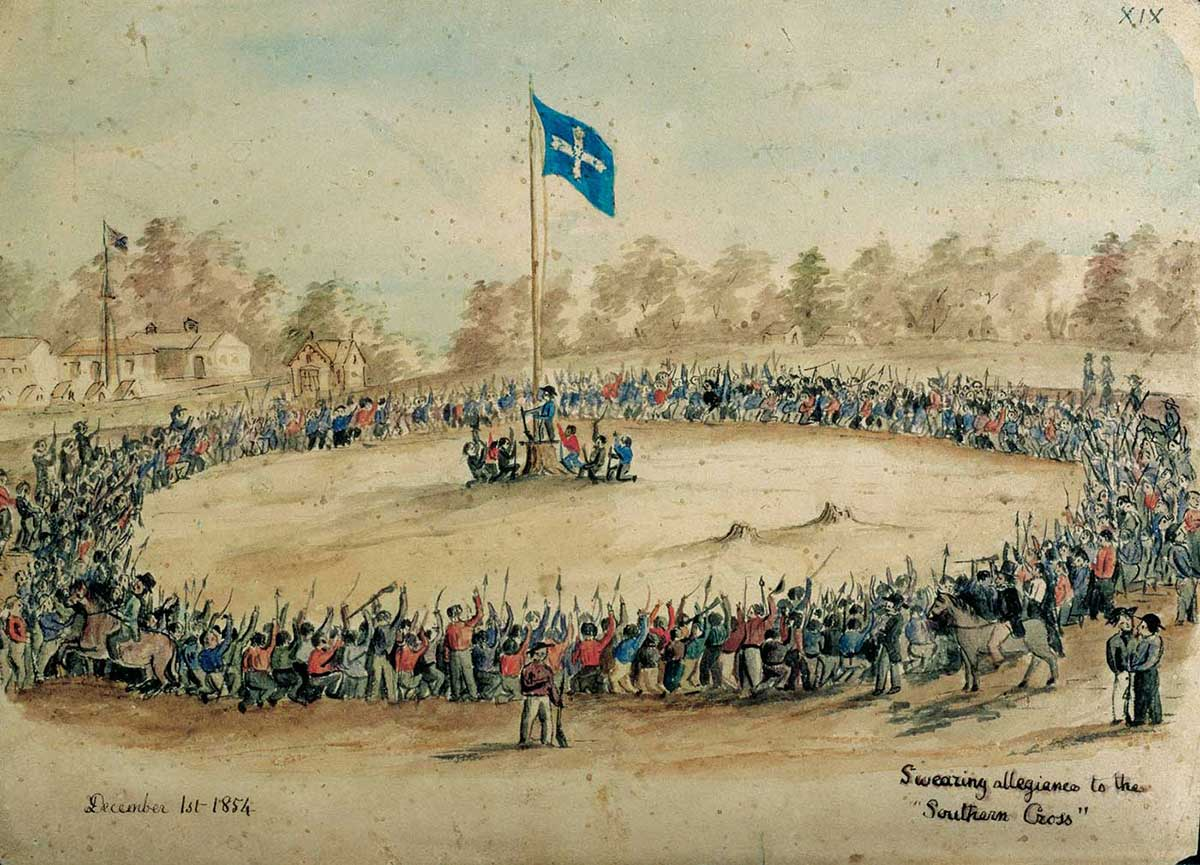
Treueschwur auf "The Flag of the Southern Cross", Aquarell, 1854, Charles A. Doudiet. Art Gallery of Ballarat

In Ballarat geriet er in den Konflikt zwischen den Goldgräbern und den britischen Kolonialbehörden, der aus Unzufriedenheit über die hohen Lizenzgebühren und die ungleiche politische Vertretung der Goldgräber in der gesetzgebenden Versammlung resultierte. Lalor schloss sich der Ballarat Reform League an, die demokratische Reformen forderte und im November 1854 eine Massenversammlung organisierte. Als die britischen Behörden nicht auf die Forderungen der Goldgräber eingingen, rief Lalor zum bewaffneten Widerstand auf. Die Goldgräber schlossen sich daraufhin unter dem Banner des „Southern Cross“ zusammen, um sich gegen die Regierungstruppen zu verteidigen.
Höhepunkt des Konflikts war die „Eureka Stockade“, eine improvisierte Befestigung der Goldgräber. Am 3. Dezember 1854 griffen die Regierungstruppen an und besiegten die schlecht bewaffneten Goldgräber, wobei mehr als 30 von ihnen getötet wurden. Lalor, der im Kampf verwundet wurde und seinen linken Arm verlor, konnte fliehen. Nach dem Aufstand blieb er zunächst im Untergrund, bis ihm eine Amnestie gewährt wurde.
Obwohl der Aufstand militärisch scheiterte, führte er zu politischen Reformen. Bereits 1855 wurde Lalor in das neu erweiterte Parlament von Victoria gewählt, wo er die Interessen der Goldgräber vertrat. Er setzte sich für die Entschädigung der Opfer des Aufstandes ein und forderte Reformen zugunsten der ärmeren Bevölkerungsschichten. In den folgenden Jahrzehnten blieb Lalor politisch aktiv und bekleidete verschiedene Ämter, darunter das des Postministers und des Parlamentspräsidenten von Victoria. In seinen späteren Jahren vertrat er gemäßigt konservative Positionen, was ihm gelegentlich die Kritik radikalerer Kräfte einbrachte.
Peter Lalor starb am 9. Februar 1889 in Melbourne. Trotz seiner wechselvollen politischen Laufbahn und seiner oft widersprüchlichen Positionen bleibt er als Anführer des Eureka-Aufstandes ein wichtiger Vertreter der demokratischen Bewegung in Australien. Der Aufstand der Eureka Stockade gilt als ein entscheidendes Ereignis in der Geschichte der australischen Demokratie.